# Letteratura galiziana del XX secolo
La letteratura galiziana del XX secolo può dividersi, grosso modo, in tre fasi: letteratura dell'anteguerra, letteratura del dopoguerra (perlopiù dell'esilio) e letteratura che va dalla fine della dittatura fino alla fine del secolo. Vedremo ora in dettaglio tutte le fasi e gli autori più importanti che il XX secolo diede alla letteratura galiziana.

## Il periodo intersecolare

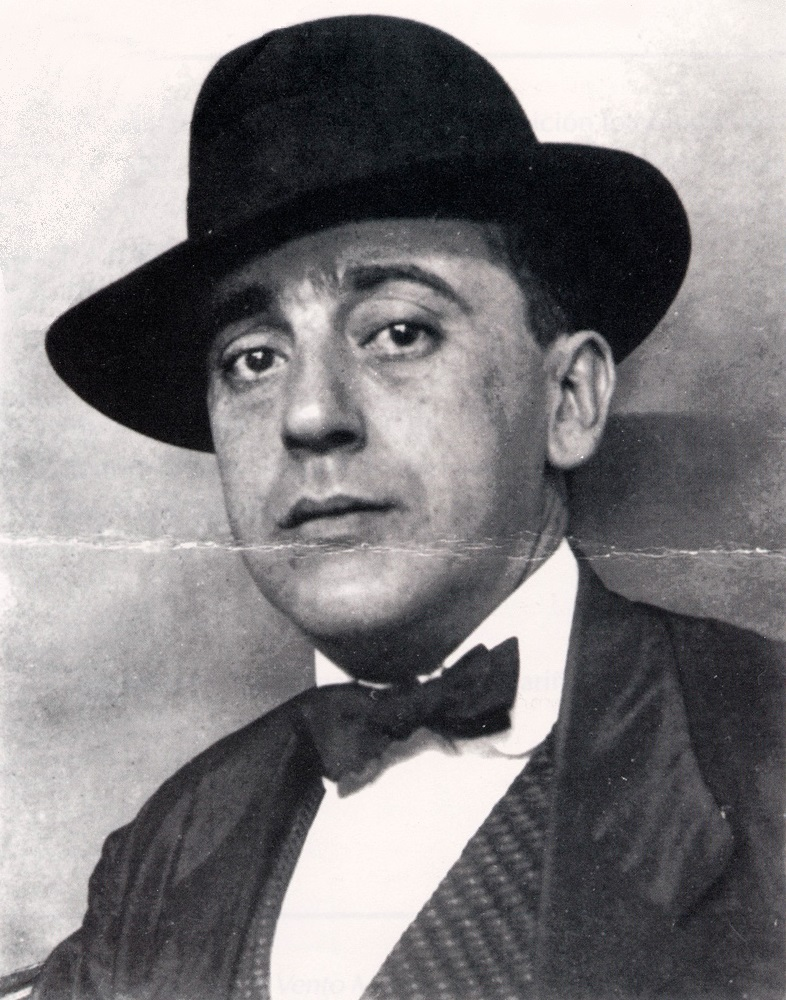
Ramón Cabanillas, poeta attivo "tra due secoli"

Dopo la più che promettente fase del Rexurdimento, la letteratura galiziana comincia un periodo di decadimento in quasi tutti i generi, tranne che in teatro, in quanto il dramma (dramática) galiziano nascerà nel 1882 con la rappresentazione di A fonte do xuramento di Francisco María de la Iglesia. Infatti, uno dei primi fatti notevoli della letteratura galiziana nel XX secolo fu la creazione, nel 1903, da parte di un gruppo di giovani guidato da Eduardo Sánchez Miño, della Escola Rexional de Declamación. Manuel Lugrís Freire e Galo Salinas saranno gli scrittori drammatici che maggiormente collaboreranno con questa scuola.
In questo inizio secolo, nell'ambito della poesia, appaiono figure notevoli come Antonio Noriega Varela, Manuel Leiras Pulpeiro o Xosé María Crecente Vega, ma la loro opera non si allontana dalla tradizione anteriore al XIX secolo, anche se in Noriega si apprezza l'influsso del saudosismo portoghese. Si avverte una cambiamento nella produzione poetica a partire da Ramón Cabanillas, dato che questi, pur convivendo con la tradizione, resterà influenzato dal modernismo, movimento inaugurato dal nicaraguense Rubén Darío. 

Nella narrativa, forse i gli esempi più notevoli di questo periodo intersecolare sono i racconti storici di Antonio López Ferreiro (Niño de Pombas, O Castelo de Pambre e A tecedeira de Bonaval) e i racconti naturalisti Pé das Burgas di Francisco Álvarez de Nóvoa.

## L'epoca delleIrmandades da Fala, del gruppoNóse delSeminario de Estudos Galegos

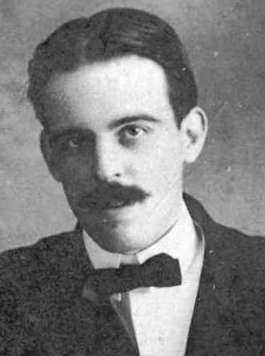
Antón Villar Ponte fu un notevole intellettuale delle Irmandades da Fala.

La letteratura galiziana rinascerà nuovamente a partire dal 1916, quando nei locali dell'Real Academia Galega (ma al margine di essa) un gruppo di galizianisti (la cui alma mater era Antón Villar Ponte) fonda la "Hirmandade de Amigos da Fala" (lett. "confraternita degli amici della lingua") a La Coruña. Questa associazione, che dopo si estenderà in altre parti del paese, dando luogo alle Irmandades da Fala (1917), si preoccuperà di dare impulso alla letteratura galiziana. È in questo periodo che viene fondato il Conservatorio Nacional de Arte Galega (1919), dove il teatro galiziano prende il treno per l'Europa e proliferano le pubblicazioni di racconti (Lar, Céltiga...), ecc.

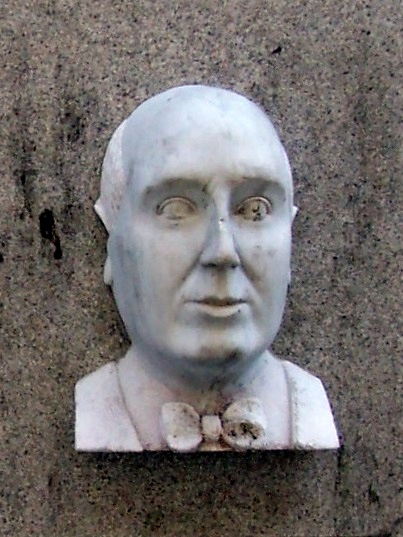
Otero Pedrayo, uno dei grandi narratori del XX secolo

Nel 1920, a partire dalla fondazione della rivista Nós (30 ottobre 1920), sorgerà il cosiddetto gruppo Nós, che avrà come figure di riferimento principali Vicente Risco, Otero Pedrayo e A. D. R. Castelao, il cui desiderio era quello di portare la letteratura galiziana allo stesso livello di quella europea, dando luogo, tra le altre cose, alla nascita della narrativa galiziana attuale. Si tratta di autori nati tra il 1880 e il 1890, con una profonda formazione intellettuale.
Eccetto Castelao, il resto degli autori che formano questo gruppo abbracciano l'ideologia nazionalista tardivamente. Risco, Otero e Florentino López Cuevillas formeranno parte del cosiddetto Cenáculo ourensán. Come spiega l'ideologo di questa generazione, Vicente Risco, nel suo libro Nós, Os inadaptados, questi intellettuali pre-galizianisti, dandies, di classe agiata, vivevano nelle loro "torri d'avorio", alienati, isolati dal mondo che li circondava. Esoterismo, filosofia orientale, Nietzsche... erano le loro preoccupazioni. Tutto questo mondo, soprattutto il gusto per l'al di là, veniva riflesso nell'opera di questi autori, come si può vedere, per esempio, n´O Purgatorio de Don Ramiro, O Desengano do Prioiro (entrambe di Otero Pedrayo), Do Caso que lle Aconteceu ao Doutor Alveiros (Risco)... Un romanzo fondamentale per conoscere il processo di galizianizzazione di questi uomini è Arredor de Si, di Ramón Otero Pedrayo.

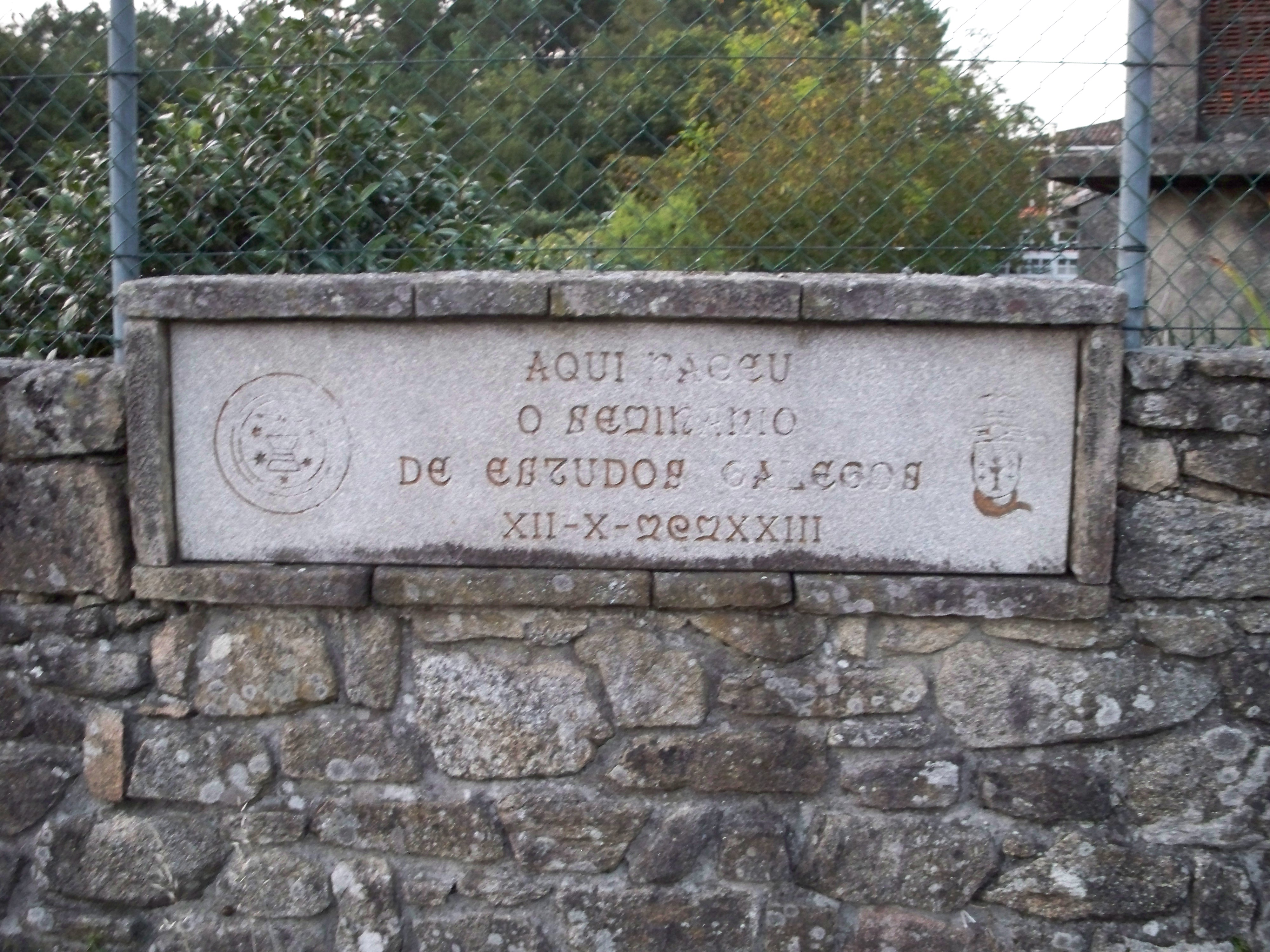
Ortoño, Ames, "Qui nacque il Seminario de Estudos Galegos, 12-10-1923"

Nel 1923 apparirà il Seminario de Estudos Galegos (SEG), una specie di Università Galiziana dove verranno realizzati numerosi studi e pubblicazioni in diversi ambiti avendo come base la lingua galiziana, tanto che ebbe vitale importanza la comparsa del saggio in lingua galiziana. In questo Seminario collaborarono personaggi del calibro di Otero Pedrayo, Castelao, Xosé Filgueira Valverde, Ricardo Carvalho Calero, Armando Cotarelo Valledor...
I membri delle Irmandades, del gruppo Nós e del SEG lavorarono a favore del rinnovamento dei generi letterari già esistenti e dando un importante impulso ad altri poco praticati, come la novella e il saggio. Sorgono così opere chiave riguardanti il saggio politico come Teoría do nazonalismo galego (di Vicente Risco) o la Doutrina nazonalista (di Antón Villar Ponte), la letteratura scientifica dalla penna di Florentino López Cuevillas, e le prose di fantascienza come Os camiños da vida (di Otero Pedrayo) oppure O porco de pé (di Risco). Inoltre, il poliedrico Castelao inaugurava un nuovo sottogenere narrativo che combinava arte letteraria con quella plastica, come in Cousas o Cousas da vida.
“L'obiettivo principale [del teatro delle Irmandades] sarà quello di formare le basi di un teatro nazionale galiziano, sostenuto in una letteratura drammatica che riflette l'essenza più universale del paese”
I membri delle Irmandades si preoccupavano anche del teatro e molti furono gli autori, e tra il 1922 e il 1926 il Conservatorio già menzionato si convertirà nell'Escola Dramática Galega, in quanto esisteva un'epoca splendida teatrale, secondo Leandro Carré Alvarellos. Alcuni autori teatrali di rilievo furono Ramón Cabanillas (A man da santiña, O mariscal), Armando Cotarelo Valledor (Mourenza) e Vicente Risco.
Nella produzione letteraria di inizio secolo Antonio Noriega Varela e Ramón Cabanillas rappresenteranno un ponte tra l'estetica de XIX secolo a quella avanguardista. Noriega Varela offre una visione poetica e impressionista della natura, iniziando una corrente chiamata "neovirgilianismo" o "paesaggismo umanista". Cabanillas assimila la poesia di Curros Enríquez, Rosalía de Castro e Eduardo Pondal, attingendo inoltre ad elementi modernisti.

## La generazione del 1925
Ci sono quelli di un qualche valore e lo smentiscono esprimendosi in castigliano.
Ma vi è una ragione di ordine supremo: la nostra Lingua è nostra. Posporla a un'altra qualsiasi, è una forma di suicidio.
Ne rinneghiamo così i maestri e i loro consigli [...] Ne rinneghiamo le Leggi e la Tradizione [...] Ne rinneghiamo i temi consueti [...] Ne rinneghiamo la completa imitazione”
La generazione del 1925 comprende gli scrittori nati intorno al 1900, e la cui attività letteraria si realizza nel periodo delle Avanguardie. Questi autori possono anche sembrare definiti come la generazione dei novecentisti (denominazione attribuita da Carvalho Calero) o come la Generazione del 1922.
Nel 1922, il poeta Manuel António e anche il pittore Álvaro Cebreiro fanno conoscere il manifesto Máis Alá, dove si raccoglie una critica rivolta ai "vecchi" e anche ai "giovanissimi" (pollitos bien). I primi erano gli scrittori che, benché vivessero in pieno XX secolo, continuavano a imitare la poetica dei tre grandi maestri del Rexurdimento (Rosalía de Castro, Manuel Curros Enríquez e Eduardo Pondal). I secondi, seguaci di Valle-Inclán, i creatori letterari che, anche se galiziani, realizzavano le loro opere in lingua spagnola. Pertanto, in questo manifesto avanguardista questi due autori chiedevano un mutamento urgente della letteratura galiziana. Ricordiamoci, inoltre, che questa è un'epoca in cui, in quasi tutta l'Europa, la volontà di rottura con le generazioni letterarie anteriori è molto più accentuata del normale. Tuttavia, nel caso galiziano, risulta che Manuel Antonio, il massimo rappresentante dell'avanguardismo, accetti l'insegnamento di Vicente Risco.

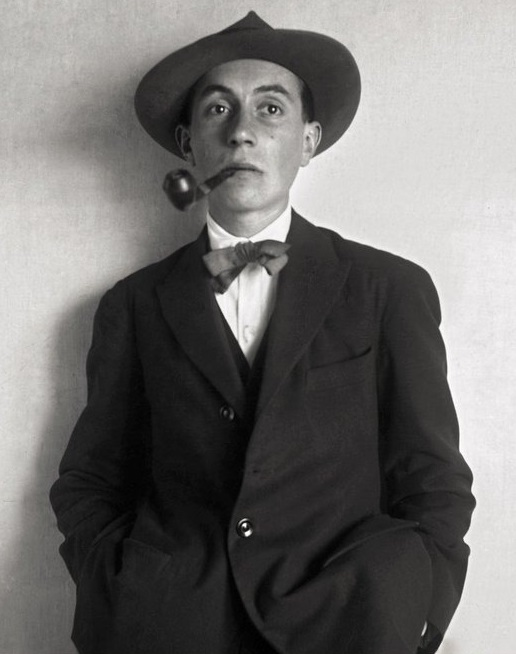
Manuel Antonio, coautore del Manifesto avanguardista Máis alá

Nella poesia, le correnti avanguardiste a cui partecipano gli scrittori di questa generazione saranno le seguenti:
- Creazionismo: sotto l'influenza del poeta cileno Vicente Huidobro, il massimo (e caso unico) cultore di questa tendenza in Galizia fu il rianxeiro Manuel António (De catro a catro. Follas dun diario d'abordo, 1928). La presenza del mare, la rottura formale, l'assenza di ritmo, la creazione di immagini autonome, ecc., sono le principali caratteristiche della sua opera.

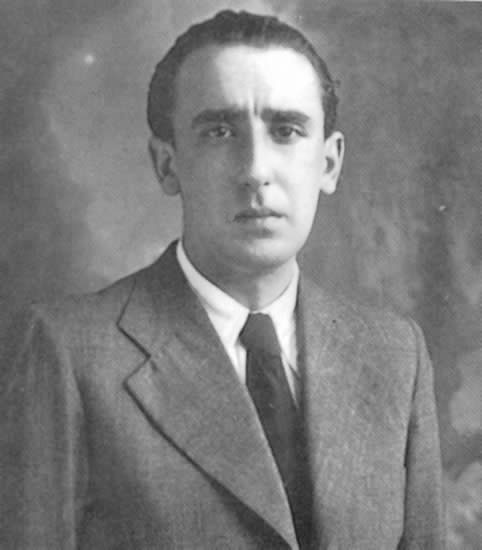
Álvaro Cunqueiro, poeta neo-trobadorico

- Ilozoismo: battezzato così da Ricardo Carvalho Calero, il massimo rappresentante e fondatore della corrente ilozoista fu Luís Amado Carballo (Proel, 1927; O galo, 1928). La presenza della natura, i colori e la sua simbologia, ecc., appariranno con frequenza nell'opera del poeta pontevedrese.
- Neotrobadorismo: corrente che tende a imitare la lirica medievale (recentemente scoperta), adattandola all'estetica di questo periodo. Fermín Bouza-Brey (Nao senlleira, 1933) e Álvaro Cunqueiro (Cantiga nova que se chama riveira, 1933; Dona de corpo delgado, 1950; autore appartenente alla generazione del 1936) furono i più notevoli poeti neotrobadorici galiziani.
- Neovirgilianismo: corrente che in imita in qualche modo la poesia dei classici greco-latini. Aquilino Iglesia Alvariño (Señardá, 1930, Corazón ao vento, 1933) e Xosé María Díaz Castro (quest'ultimo autore non pubblicherà nessun libro prima della Guerra Civile) sono poeti neo-virgilianisti di rilievo.
- Surrealismo umanista: quasi l'unico cultore di questa corrente fu il suo fondatore, Luís Pimentel. Gli spazi chiusi, la sensibilità per il dolore altrui, ecc., sono costanti nella sua poesia.
- Surrealismo: in Galizia non è esistita una corrente surrealista vera e propria. Tuttavia, alcuni autori la coltivarono sporadicamente, come Álvaro Cunqueiro (in Poemas do Si e do Non) o Aquilino Iglesia Alvariño (in Corazón ao Vento).

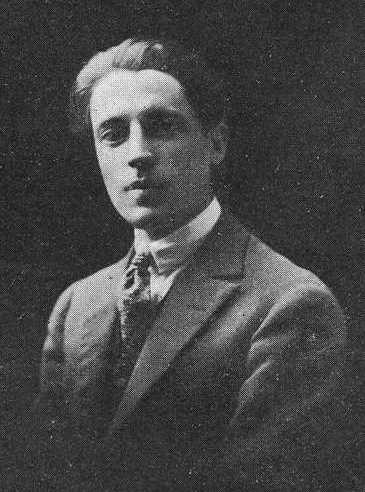
Rafael Dieste

Nel teatro, gli autori della generazione del 1925 continuarono con il rinnovamento portato a termine all'epoca delle Irmandades. Álvaro das Casas e Rafael Dieste (A fiestra valdeira, 1927) sono due scrittori teatrali che emergono di questa generazione.
Appartengono anche alla generazione del 1925 Eduardo Blanco Amor, di notevole valore nell'innovazione della prosa del dopoguerra, il quale inizia a pubblicare alla fine del decennio del XX secolo narrativa e poesia (Poema en catro tempos).

## La letteratura galiziana del dopoguerra
Il colpo di stato del generale Francisco Franco e la conseguente guerra civile spagnola (1936-1939) veniva a troncare tutta questa produzione letteraria. Dopo la vittoria della fazione nazionalista, la letteratura in lingua galiziana svanisce, poiché il nuovo regime praticamente non ne permetteva la pubblicazione. Così, subito dopo la guerra, si annoverano testimonianze teatrali di tipo folclorico, simili a quelle prodotte durante la dittatura di Miguel Primo de Rivera (1923-1929). Sarà precisamente un'opera teatrale il primo testo pubblicato dopo la barbarie del 1936, la zarzuela ¡Non Chores, Sabeliña! (1943) di Xosé Trapero Pardo. Il seguente sarà il libro di poesie di Aquilino Iglesia Alvariño Cómaros Verdes (1947). A mo' d'esempio, si può dire che tra gli anni 1939 e 1950 non vi fossero che una decina di pubblicazioni in lingua galiziana su tutto il territorio della Galizia, in maggior parte di ambito rurale.
Questa situazione di scarsissima produzione (e pubblicazione) letteraria comincerà a cambiare a partire al 1950, anno in cui appare, per mano di Ramón Piñeiro, Xaime Isla Couto e Celestino Fernández de la Vega, l'editorial Galaxia.

### La letteratura del dopoguerra nell'esilio e nella diaspora

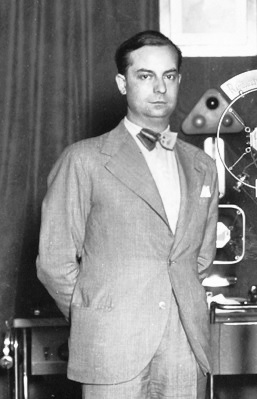
Blanco Amor ha diretto giornali e il Teatro Popular Galego a Buenos Aires

A partire dal 1936, e durante i decenni del 1940 e 1950, la letteratura galiziana non si era spenta, ma viene ad essere perpetuata dagli autori galiziani, costretti all'esilio, o a emigrare nell'America del Sud al momento dello scoppio della guerra. La sua opera sarà fortemente segnata dal dramma della sconfitta del luglio del 1936. La maggior parte dell'attività letteraria era concentrata in Messico e Buenos Aires. In quest'ultima città gli esiliati entrarono in contatto gli emigrati galiziani arrivati prima della sollevazione militare (Eduardo Blanco Amor, Emilio Pita, ...), cominciando a promuovere riviste, libri e ristampe, per dare in questo modo continuità a una cultura minacciata. È così che i condizionamenti come l'extra-territorialità, le difficoltà editoriali e la mancanza di un pubblico di lettori fecero acquisire alla letteratura galiziana dell'esilio caratteristiche speciali: compromesso politico galizianista e repubblicano, poesia narrativa con una forte componente autobiografica, introduzione della tematica civico-sociale nella poesia e la mescolanza culturale che aggiunge elementi tematici e stilistici nuovi.

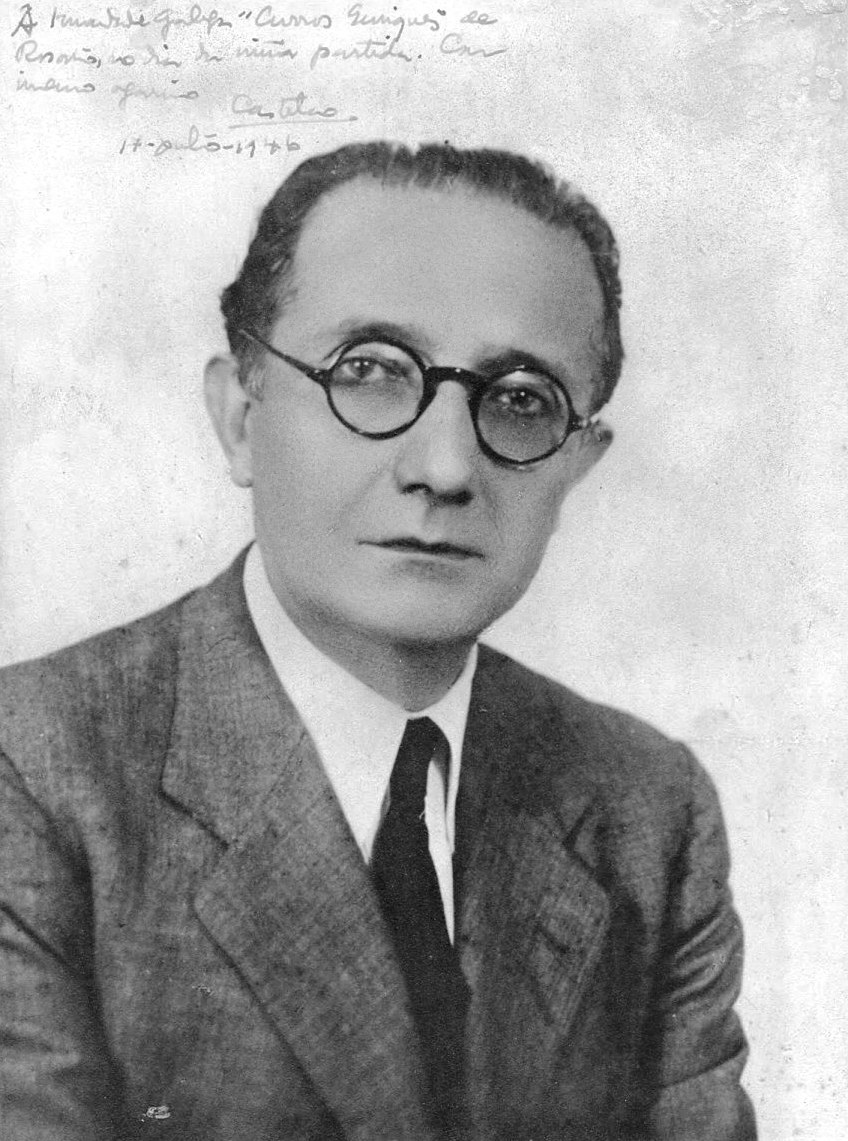
Castelao fu autore del saggio Sempre en Galiza

Nella poesia, emerge l'opera letteraria di Emilio Pita, Luís Seoane e Lorenzo Varela. In breve, di Emilio Pita si potrebbe dire che sia il primo autore galiziano ad aver lavorato nella corrente del socialrealismo, con il suo libro di poesie Jacobusland (1942), anche se vi è chi considera che il vero padre della poesia sociale galiziana contemporanea sia, precisamente, Seoane, con il suo libro Fardel d'Eisiliado (1952). Quanto a Lorenzo Valera, questi ha prodotto una scarsa opera in lingua galiziana per quanto concerne la quantità, ma di un livello molto alto. In Catro Poemas para Catro Grabados (1944), anche conosciuto con il titolo di María Pita e Tres Grabados Medievais, il poeta evoca il passato glorioso della Galizia, insieme a Luís Seoane, autore delle incisioni che illustrano queste composizioni. Si può inoltre rintracciare anche in Lonxe (1954) la problematica sociale.
Nella narrativa, possiamo evidenziare i romanzi di Silvio Santiago e Ramón de Valenzuela. Per quanto riguarda il teatro, esiste un pubblico galiziano che cerca opere evocatrici del paese che ha abbandonato. I temi sopra i quali era impossibile scrivere in Galizia (la repressione sessuale, la critica al franchismo, ...) saranno trattati all'esterno. Autori galiziani teatrali notevoli di questa epoca furono Manuel Daniel Varela Buxán e Eduardo Blanco Amor (sebbene quest'ultimo abbia pubblicato la sua opera teatrale solo nel decennio 1970-1980). L'opera A Soldadeira (1956), di Seoane, merita di essere citata separatamente nell'ambito della drammaturgia galiziana prodotta nell'America del Sud (precisamente a Buenos Aires, Argentina), a causa (tra gli altri pregi) della sua innovazione estetica.
Nel teatro, risalta la figura di Manuel Varela Buxán, il quale fonda a Buenos Aires la compagnia Aires da Terra. Castelão ha partecipato a una rappresentazione dell'opera di Varela Buxán, Pola nosa culpa, restando impressionato dall'accoglienza del pubblico, la qual cosa motivò che gli si affidasse il debutto di Os vellos non deben de namorarse.

### La letteratura del dopoguerra in Galizia. Il ruolo diGalaxia
Come si è detto precedentemente, la situazione della letteratura galiziana comincerà a mutare a partire dal 1950. In questo anno nascerà la casa editrice Galaxia, elemento di grandissima importanza all'interno del processo di recupero culturale e di risistemazione del galizianismo prodotto in Galizia. La prima pubblicazione portata a termine da Galaxia non è altro che Antífona da Cantiga (1950), di Ramón Cabanillas. Gli autori vincolati a questa casa editrice si dedicarono con particolare impegno al genere del saggio. Saggisti del calibro di Ramón Piñeiro, Celestino Fernández de la Vega, Xaime Illa Couto, Ricardo Carvalho Calero, Francisco Fernández del Riego, Xosé María Álvarez Blázquez o Xoán Rof Carballo collaborarono con Galaxia. Le traduzioni, a partire da questo momento, avranno la stessa importanza che ebbero durante gli anni 1920-1930. Galaxia fece sì che molti scrittori in lingua galiziana dell'anteguerra possano pubblicare le loro opere in lingua galiziana (Ramón Cabanillas, Otero Pedrayo, Aquilino Iglesia Alvariño,...). E, attraverso la raccolta Illa Nova, i nuovi autori (Xohana Torres, Bernardino Graña, Xosé Luís Méndez Ferrín, Manuel María, María Xosé Queizán...) potranno affidarsi a un mezzo su cui poter pubblicare.
Durante il decennio 1950-1960 avrà inoltre un ruolo importante (e non sempre riconosciuto) la casa editrice vigese Monterrey. Tramite questa nel 1953 Fermín Bouza-Brey pubblicherà la prima edizione dell'opera teatrale di Gabriel Feixoo de Araúxo, Entremés Famoso sobre da Pesca no Río Miño (1671), conosciuta anche come A Contenda dos Labradores de Caldelas. Questa e altre opere stampate dalla Monterrey sono fondamentali per la divulgazione della letteratura galiziana prodotta durante i Séculos Escuros.

## Il recupero culturale e letterario nella Galizia degli anni '60
Durante il decennio 1960-1970, la Galizia vedrà accentuato il processo di recupero culturale già cominciato nel decennio precedente, che avrà nel complesso ripercussioni nella letteratura. Così, nell'anno 1961 si celebrerà la prima edizione del Certame de Teatro do Miño e, due anni più tardi, nel 1963, nell'anno in cui si celebra per la prima volta il Día das Letras Galegas, apparirà la rivista Grial, organo di vitale importanza in ambito letterario e culturale. Inoltre, tra il 1963 e il 1965, avranno luogo le tre edizioni dei Premios de Teatro Castelao.
A partire dal 1960 proliferanno fortemente gruppi culturali, i quali influiranno soprattutto sul teatro.

## La narrativa dal dopoguerra in poi

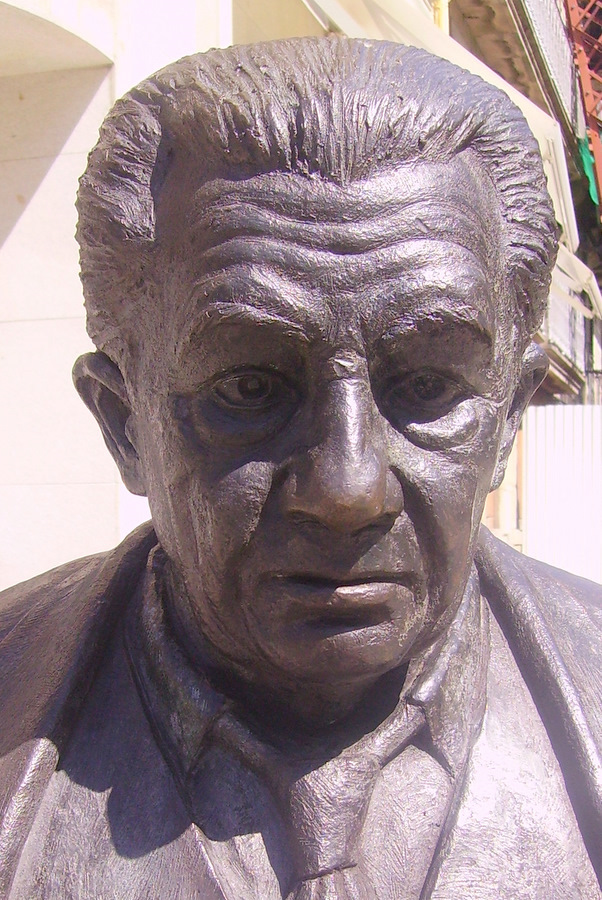
Ánxel Fole, narratore del Courel

Se precedentemente è stato dimostrato che il teatro e la poesia erano avallate da testimonianze in lingua galiziana durante il decennio 1940-1950, per incontrare la prima opera narrativa (pubblicata in Galizia) successiva alla sconfitta del 1936 si dovrà aspettare fino al 1951, anno in cui vide la luce il romanzo di Ricardo Carvalho Calero, A Xente da Barreira.
I tre grandi narratori in lingua galiziana rinnovatori della prosa galiziana (al margine della Nova Narrativa Galega) saranno Álvaro Cunqueiro, Eduardo Blanco Amor e Ánxel Fole. Si tratta di tre grandi narratori, cultori di diverse correnti. Così, si può dire del primo che si muoveva come prosatore all'interno del realismo magico (es. Merlín e familia), il secondo sulla scia del socialrealismo (es. A esmorga) e, il terzo, avrebbe combinato le caratteristiche del racconto popolare con la narrativa colta (es. Á lus do candil). Inoltre, Rafael Dieste contribuì al rinnovamento della prosa coi suoi racconti Dos arquivos do trasno.

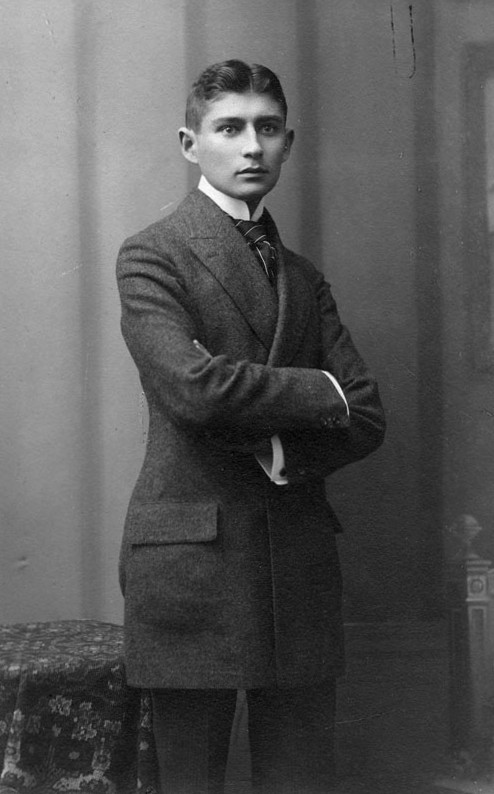
Franz Kafka ha influenzato la Nova Narrativa Galega

A partire dalla comparsa della precedente menzionata raccolta "Illa Nova" della casa editrice Galaxia, si iniziavano a conoscere nuovi autori in prosa e in lingua galiziana. La maggior parte dei quali vengono a inquadrarsi all'interno del movimento della Nova Narrativa Galega. Ispirati dal Nouveau Roman francese, gli scrittori che si muovono nell'ambito di questa tendenza possiedono una serie di caratteristiche comuni, tra cui: 
1. uso abbondante del monologo interiore;
2. scarsa limitazione tra tempo e spazio, che restano indeterminati;
3. fusione del mondo onirico con il mondo reale (i sogni hanno una certa rilevanza in questi romanzi);
4. presentazione di un mondo violento e avverso per i personaggi, che crea loro ansia;
5. i protagonisti di queste narrazioni sono di frequente antieroi;
6. Di solito, ogni volta che appare una rivendicazione di carattere politico, lo si farà mediante l'uso di traslati, simboli, ...

Non esiste un criterio unificato che consenta di dare agli autori l'appartenenza a questo movimento. Tuttavia, si è soliti classificare come membri della Nova Narrativa Galega i seguenti: Xosé Luís Méndez Ferrín (Percival e outras historias), Carlos Casares (Xoguetes para un tempo prohibido), Camilo Suárez-Llanos (Camilo Gonsar, Cara a Times Square), Xohán Casal, Xohana Torres, María Xosé Queizán (A orella no buraco) e Gonzalo Rodríguez Mourullo (Memorias de Tains).
Contemporaneo a questi autori è Xosé Neira Vilas, inquadrato però fuori dalla Nova Narrativa, dato che presenta una narrativa più tradizionale e si incentra su temi come il mondo rurale e l'emigrazione. Le sue Memorias dun neno labrego (1961) sviluppano il tema del bambino contadino del dopoguerra.

## La poesia dal dopoguerra in poi
Come si è visto precedentemente, il primo libro di poesia del dopoguerra pubblicato in Galizia fu Cómaros Verdes (1947), di Aquilino Iglesia Alvariño.
Come ben indica Xosé Luís Méndez Ferrín, nel suo libro De Pondal a Novoneyra (1984), il caso della letteratura galiziana successiva alla guerra civile è anomalo, sebbene vi si trovino allo stesso tempo tre generazioni diverse che non rompono esteticamente le une con le altre. Queste sarebbero:
- La generazione del 1936: quella degli autori nati tra il 1910 e il 1920.
- La Promoción de Enlace: formata da autori nati tra il 1920 e il 1930, i quali accedono alla cultura negli anni '40, in un ambiente di estrema scarsità materiale e intellettuale e di isolamento internazionale, essendo essi di fatto, in buona parte, autodidatti.
- La generazione delle Festas Minervais: quella di scrittori venuti alla luce tra il 1930 e il 1940, e che si fecero conoscere in alcuni certami letterari - le cosiddette Festas Minervais - organizzate dall'Università di Santiago di Compostela negli anni '50.

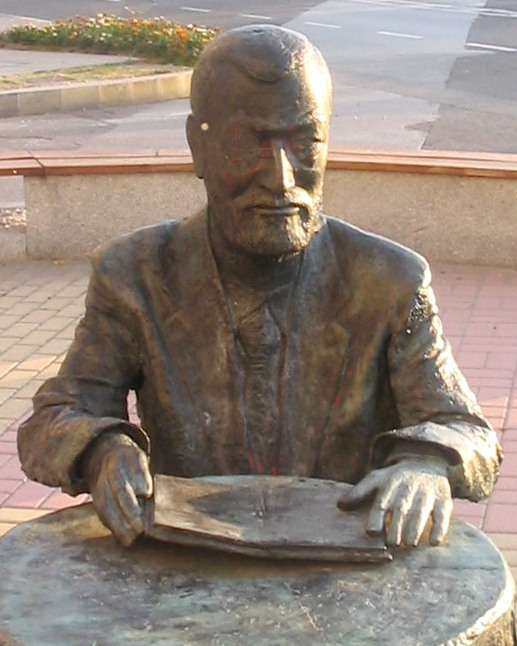
Manuel María, il poeta della Terra Chá

Tuttavia, si devono distinguere tre componenti della generazione del 1936 che già pubblicarono poesia prima del sollevamento anti-repubblicano: Álvaro Cunqueiro, Aquilino Iglesia Alvariño e Ricardo Carvalho Calero. Appartengono anche a questa generazione Xosé María Díaz Castro, o lo stesso Celso Emilio Ferreiro e molti altri (Emilio Pita, Xosé María Álvarez Blázquez e suo fratello Emilio, Guerra da Cal, Pura Vázquez, María Mariño, ecc.). Gli autori della generazione del '36 furono educati in un ambiente di maggior libertà rispetto a quella che permetteva il regime franchista, riflesso nella loro opera.
I membri della Promoción de Enlace (Luz Pozo Garza, Antón Tovar, Manuel Cuña Novás, ...) cresceranno in un ambiente sfavorevole sia dal punto di vista culturale che linguistico, per cui cominceranno la loro produzione poetica in spagnolo, facendo trasparire la scarsità di formazione e di riferimenti europei.
Non succederà lo stesso con i membri della Generazione delle Festas Minervais o altrimenti detta Generazione del 50: Xosé Luís Méndez Ferrín, Bernardino Graña, Xosé Luís Franco Grande, Uxío Novoneyra, Xohana Torres, Manuel María, Antón Avilés de Taramancos, Salvador García-Bodaño, ... Questa generazione, così come fece a suo tempo il gruppo Nós, tenterà di collegare nuovamente la sua produzione letteraria a quella europea.
Inoltre, le due correnti dominanti in questa fase nella poesia galiziana sono:
- Da un lato, la escola da Tebra, fortemente caratterizzata dal clima di un "io lirico" angosciato, dalla solitudine (soidade) e disperazione, e dall'influenza della filosofia esistenzialista di Martin Heidegger e Karl Jaspers, così come anche dall'opera di Jean-Paul Sartre e Albert Camus.
- Dall'altro, la poesia sociale (o socialrealismo), i cui massimi rappresentanti sarebbero Celso Emilio Ferreiro e Manuel María. Questa seconda linea poetica comincia cronologicamente dopo la pubblicazione della Longa noite de pedra (1962).

## Il teatro dal dopoguerra in poi
Negli anni immediatamente successivi al 1939, il teatro galiziano andrà per gli stessi sentieri percorsi durante la dittatura di Miguel Primo de Rivera (1923-1930) o, il che è lo stesso, il folclorismo e il ruralismo saranno nuovamente le note dominanti. Nel decennio 1940-1950, si arriva ugualmente a vedere come i cori popolari (vale a dire, i responsabili delle rappresentazioni) si appropriano dei testi degli autori che avrebbero potuto risultare pericolosi a causa del regime franchista (o, detto altrimenti, queste opere saranno rappresentate senza la citazione del nome dei loro autori). Durante il decennio 1950-1960 si vede una certa produzione teatrale, che vuole continuare il teatro del periodo delle avanguardie. La professoressa Laura Tato, nel suo lavoro "Il teatro dal 1936" (2001), intravede un'altra linea, quella del teatro dell'"angoscia esistenziale", che in questo articolo viene riferito alla scuola poetica di Tebra.

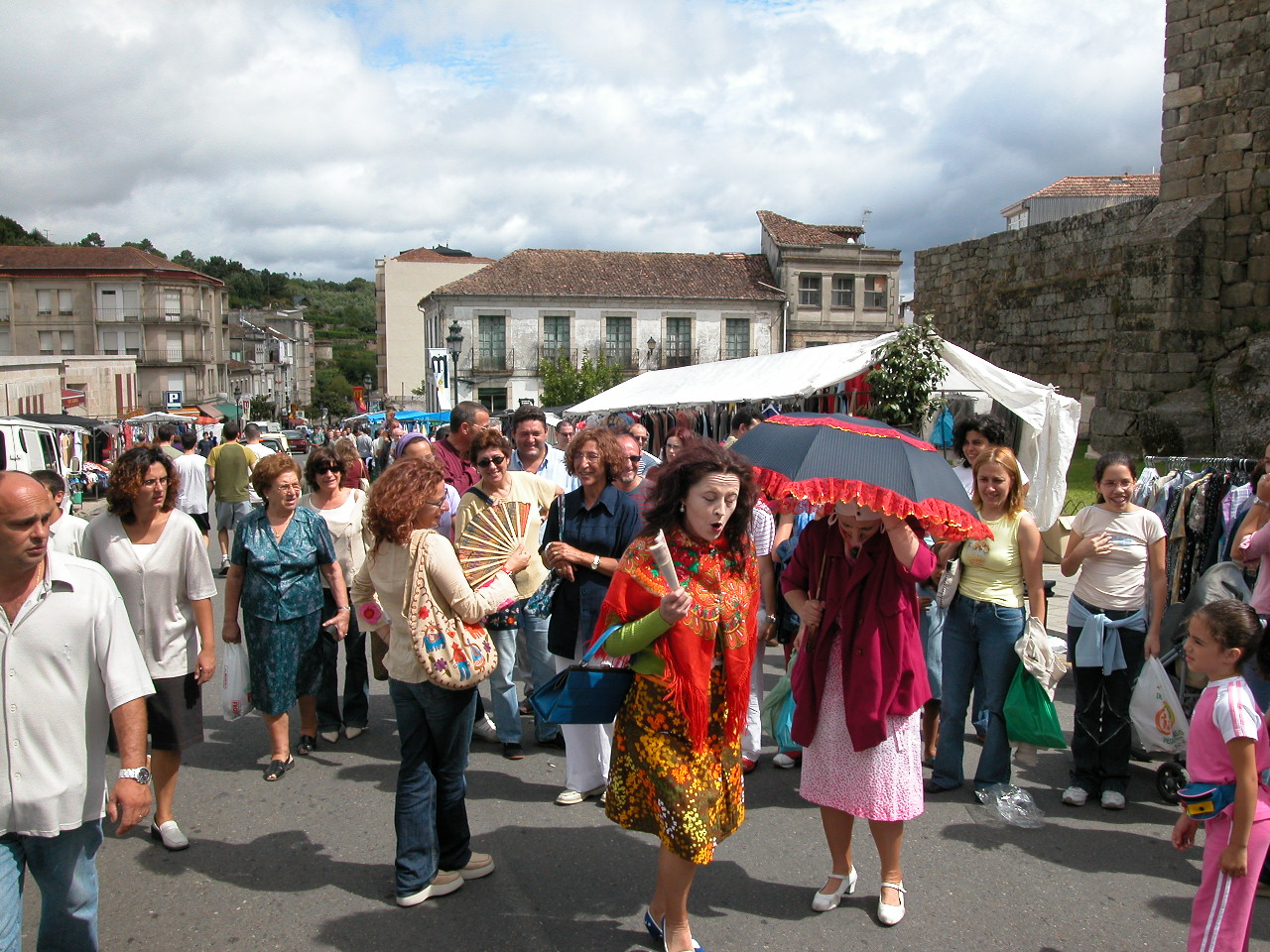
I noti spettacoli teatrali di Ribadavia attualmente sono internazionali.

A partire dagli anni '60, il recupero culturale influirà sulla normalizzazione teatrale. E ciò si rifletterà ben oltre le celebrazioni precedentemente menzionate del Certame de Teatro do Miño (1960) e dei Premios de Teatro Castelao (1963-1965). Nel 1965, attraverso l'Agrupación Cultural O Facho, nascerà il gruppo teatrale O Facho, diretto da Manuel Lourenzo. Due anni più tardi, nel 1967, lo stesso Manuel Lourenzo fu, come cofondatore, responsabile del Grupo de Teatro Circo, il quale riceve questo nome dalla nascita del Círculo de Artesáns da Coruña. Con questi due gruppi, si può dire che nasce il cosiddetto Teatro Indipendente, che si prefiggeva di restituire il teatro al popolo, senza rinunciare né alle possibili innovazioni né ai rigori estetici e formali. Bisogna distinguere che, a differenza del caso spagnolo, il teatro indipendente galiziano nasce nelle strade, non nelle università, il che favorisce la sua diffusione.
Come conseguenza del culmine del teatro indipendente, appaiono a Ribadavia le Mostras de Teatro Abrente de Ribadavia, così chiamate per essere state organizzate dall'Agrupación Cultural Abrente. Le otto edizioni di queste mostre, celebrate tra il 1973 e il 1980, ottennero un importante successo di pubblico. Vi parteciperanno o si faranno conoscere i membri della prima generazione di drammaturghi professionali in lingua galiziana, il gruppo Abrente, i cui massimi rappresentanti sono Manuel Lourenzo, Euloxio R. Ruibal, Francisco Taxes e Roberto Vidal Bolaño.
Altri drammaturghi importanti degli anni 60 e 70 sono stati Álvaro Cunqueiro, Daniel Cortezón, Xohana Torres e Bernardino Graña. Cunqueiro con Don Hamlet interpreta in modo creativo la famosa opera di Shakespeare. Daniel Cortezón propone una revisione della storia della Galizia, da un punto di vista nazionalista: Prisciliano (1970), Os irmandiños (1977) o Pedro Madruga (1981) son alcune delle sue opere teatrali. Xohana Torres tratta i temi dell'esilio in A outra banda do Iberr (1968) e delle espropriazioni di terre in Un hotel de primeira sobre o río (1968). Bernardino Graña sviluppa tecniche del cinema poliziesco in 20 mil pesos crime (1962).
Nel 1973 l'associazione culturale O Facho di La Coruña indice un concorso per teatro infantile, in cui vincono, tra gli altri, autori come Carlos Casares (As laranxas máis laranxas de todas as laranxas), Manuel Lourenzo (vincitore in tre occasioni) e Ana María Fernández e Xoán Babarro (Grande invento para saír do aburrimento, 1983).

## La letteratura galiziana alla fine del XX secolo
A partire dall'approvazione dello Statuto di Autonomia della Galizia del 1981, la portata della letteratura galiziana cambierà con la nuova situazione socio-politica. L'insediamento delle case editrici e l'istituzione di premi letterari aiutarono a promuovere la letteratura in questi ultimi decenni: il Premio Esquío di poesia (1981), il Certame teatrale di Ribadavia (1973-1980), il premio di racconti Modesto Figueiredo (1975), i premi della critica galiziana (1978), il premio di Novela Longa Blanco Amor (1981), lo Xerais de Novela (1984) o il Merlín (1984) fecero conoscere un'ampia quantità di autori e autrici. Anche se bisogna risalire fino al decennio del 1970-1980 nel caso della poesia e del teatro, in questa sezione verrà trattata soprattutto la letteratura dal 1980 al 1999.

### La poesia alla fine del XX secolo

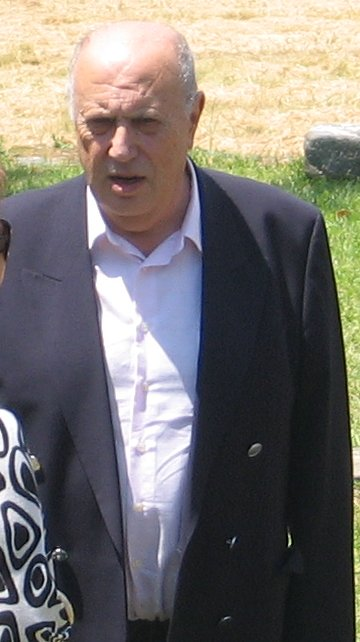
Méndez Ferrín venne proposto per il Premio Nobel

Negli anni '70, precisamente a partire dal 1975, cominceranno a sorgere collettivi poetici che continueranno il recupero culturale iniziato nel decennio precedente. Il primo a sorgere sarà Rompente, che sosteneva, senza rinunciare al formalismo, una correlazione tra la poesia intimista e sociale. Altro gruppo notevole è Cravo Fondo (1977), che, prendendo la metafora dell'opera ferriniana, cercava come estetica la congiunzione tra la "pólvora e a magnolia" (polvere da sparo e la magnolia). Gruppi che emergono in questo periodo furono, tra gli altri, Loia, Dolmen, Alén, ...
Inoltre, si è affermato che il rinnovamento della poesia galiziana in questo tempo fosse venuto a realizzarsi per mezzo della pubblicazione del libro di poesie di Xosé Luís Méndez Ferrín Con Pólvora e Magnolias (1976) e del libro di Arcadio López-Casanova Mesteres (1976). In realtà, Mesteres venne pubblicato a Valencia e in Galizia allora arrivarono solo due esemplari di questa opera, per cui la sua diffusione fu molto ridotta. Inoltre, vi sono coloro che apprezzano in Ferrín l'influenza dell'ultimo Álvaro Cunqueiro e, il professore Luciano Rodríguez Gómez vede in López-Casanova quella di Aquilino Iglesia Alvariño. C'è anche chi fa riferimento all'opera di Alfonso Pexegueiro Seraogna (1976) come "pungolo" (aguillón) di questo mutamento, ma questo libro di poesie non abbandona completamente la tendenza socialrealista.

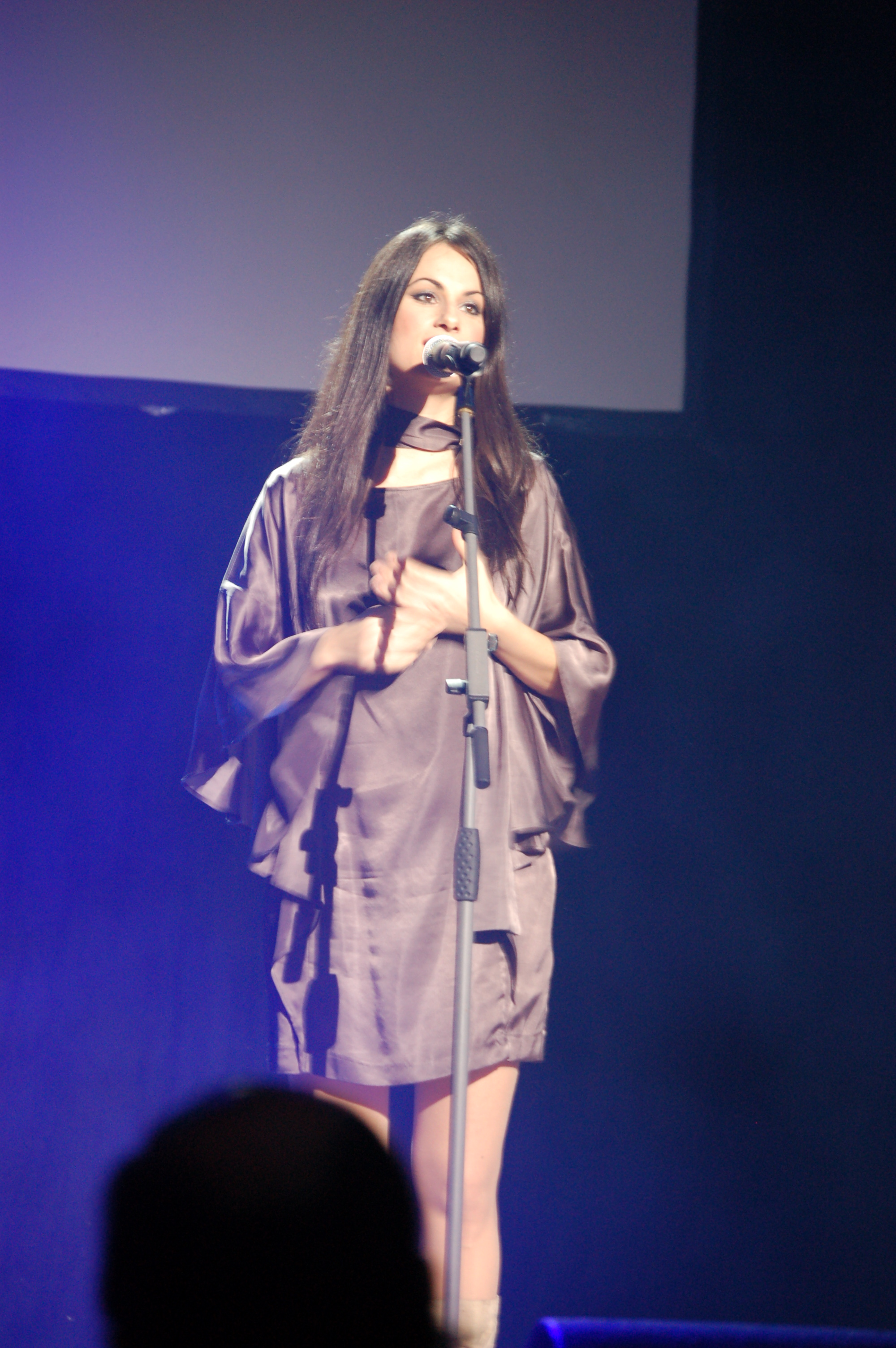
Yolanda Castaño

Gli autori della promozione degli anni '80 saranno i primi a mostrare un chiaro e apprezzabile mutamento estetico rispetto alla poesia precedente. Questi scrittori si muoveranno soprattutto nel solco del culturalismo: (erotismo, mondi mitici, simbologia dei colori, ...), con una presenza molto minore della linea sociale. L'apertura tematica e stilistica appare riflessa, poi, nell'opera di autori come Ramiro Fonte, Manuel Forcadela, Xavier R. Baixeras, Román Raña, Lino Braxe, Antón Reixa, Pilar Pallarés, Lois Pereiro, Chus Pato, Xosé María Álvarez Cáccamo, Miguel Anxo Fernán-Vello, Ana Romaní, Claudio Rodríguez Fer, Luísa Villalta, Henrique Rabunhal, Francisco Salinas Portugal, Gonzalo Navaza, ...
Infine, si è parlato di una promozione degli anni novanta, formata dagli autori che si fecero conoscere nel decennio passato. In realtà, la distinzione tra la promozione degli anni ottanta e quella degli anni novanta risponde a un criterio generazionale, poiché non vi è una grande differenza tra l'opera dei poeti dell'una o dell'altra promozione. Si apprezza, a partire dal 1990, una maggiore presenza della poesia femminile. Alcuni autori notevoli di questo gruppo generazionale sono Yolanda Castaño, Olga Novo, Emma Couceiro, Enma Pedreira, María Lado, Lucía Aldao, Estíbaliz Espinosa, Marica Campo, Fran Alonso, Rafa Villar, Miro Villar, Estevo Creus, Eduardo Estévez, Celso Fernández Sanmartín, ...

### La narrativa alla fine del XX secolo

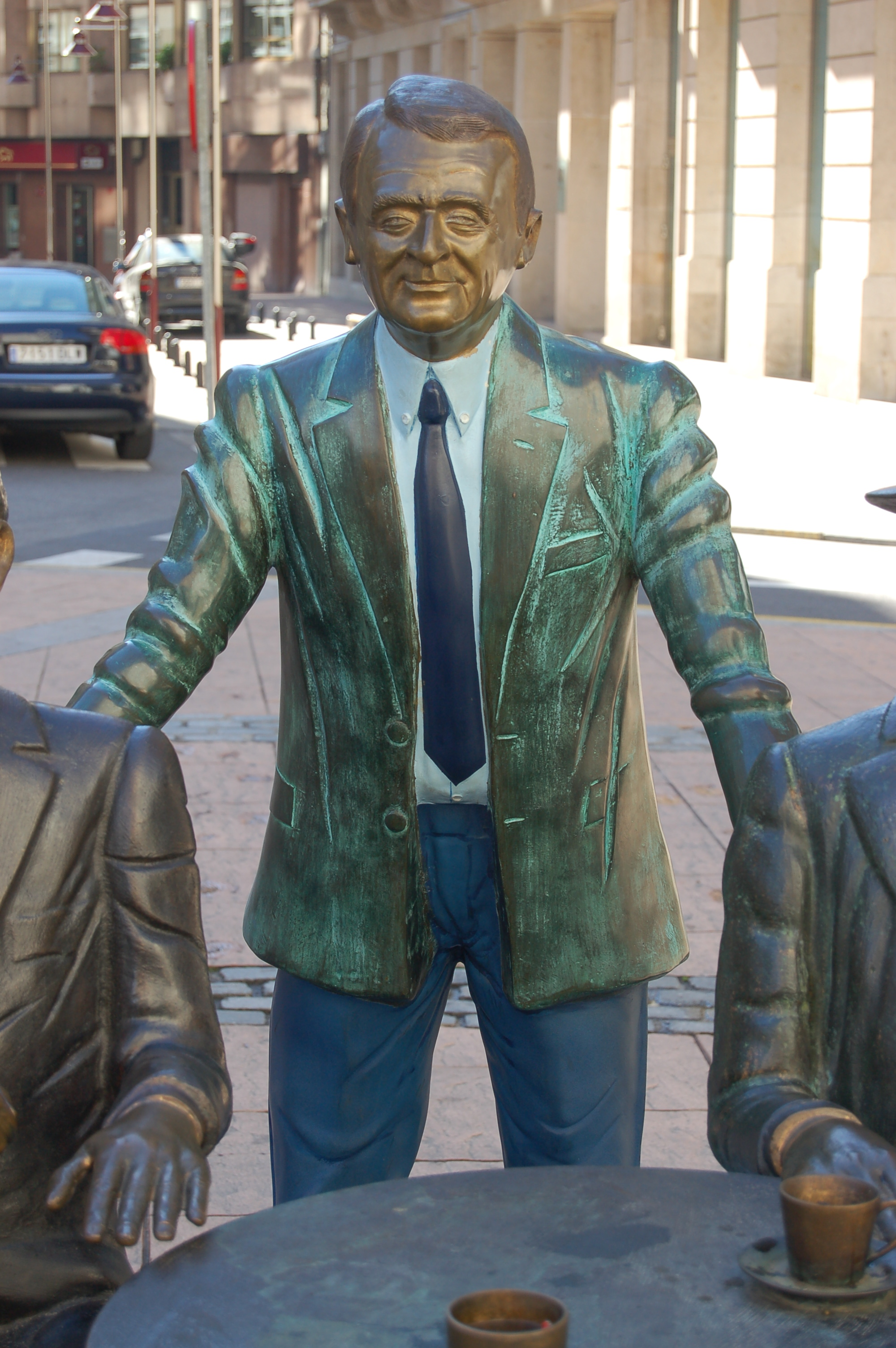
Carlos Casares Mouriño, scrittore e promotore culturale

Dopo la Nova Narrativa Galega, vi è nella narrativa galiziana una grande dispersione di stili e tendenze. In questa epoca, la produzione in questo genere conoscerà un più che notevole ampliamento della tematica, così come anche un aumento di sottogeneri (romanzo poliziesco, romanzo storico, romanzo pseudo-storico, romanzo per bambini e giovani, romanzo d'avventure,...) dovuto in buona parte alla considerazione di un nuovo pubblico giovanile - la cosiddetta "literatura de instituto" - per cui si scrivono testi prevalentemente accessibili.

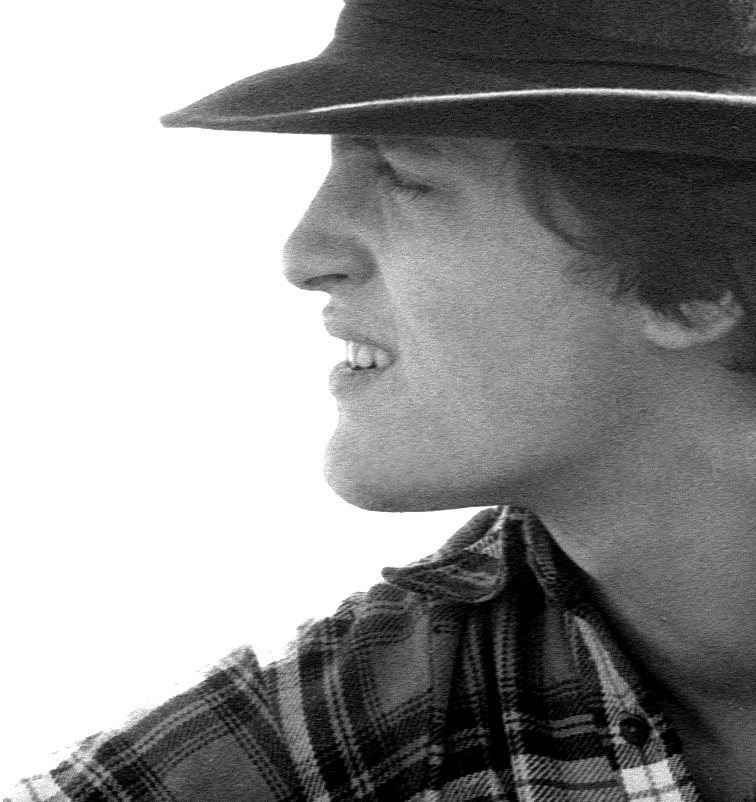
Manuel Rivas è uno degli autori attuali più letti

Anche se l'elemento simbolico continuerà ad essere impiegato, il suo uso sarà quantitativamente minore in quest'epoca. Comunque, al di là dei limiti che vengono ad essere tracciati per la Nova Narrativa, alla fine degli anni '70 registriamo un insieme di opere e autori - Xavier Alcalá, Rei Ballesteros, o lo stesso Méndez Ferrín - che aprono nuove possibilità.
A partire dal 1980, tuttavia, registriamo nello stesso tempo un ritorno ai modi più tradizionali di narrare senza per questo rinunciare all'impiego di tecniche nuove e, soprattutto, a una grande apertura tematica con l'esplorazione di settori fino a quel momento sconosciuti della prosa di fantascienza galiziana. Inoltre, la richiesta di una "letteratura da bancarella" continua ad essere una chiave fondamentale per comprendere questo periodo.

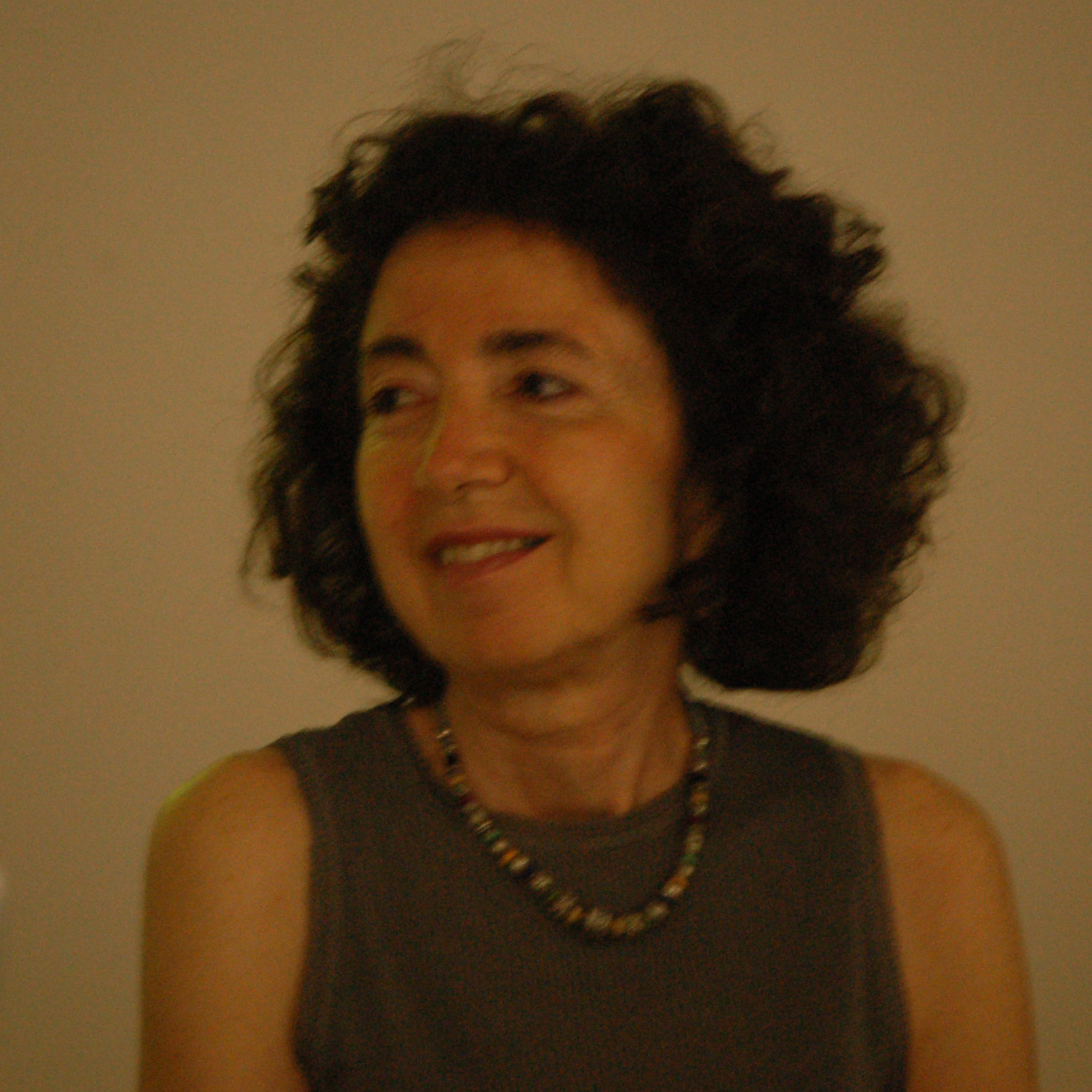
Marilar Aleixandre

Anche se è piuttosto difficile stabilire linee dominanti, è possibile comunque rilevare le seguenti tendenze:
- A) Romanzo storico: si tratta di testi che ricostruiscono la storia della Galizia da un triplice punto di vista:

- recuperare, attraverso la fantascienza (ficción), questa storia come elemento nazionalistico;
- trovare un pubblico amatoriale a questo sottogenere che fino ad ora non esisteva in galiziano;
- stabilire un vero esercizio linguistico che permetta la possibilità di narrazione in lingua galiziana.
- B) Romanzo poliziesco: al di là della funzione di puro divertimento, molti di questi testi hanno l'intenzione di incorporare una vera radiografia della società galiziana moderna con tutto l'insieme di trasformazioni e cambiamenti sociali, politici, culturali...
- C) Romanzo intimistico o generazionale: si registrano un insieme di romanzi e racconti che portano avanti un'esplorazione nell'educazione sentimentale dei suoi protagonisti vincolati alle generazioni che hanno vissuto la loro infanzia negli ultimi anni del franchismo.
- D) Romanzo fantasy-politico: si tratta di opere che presentano momenti della storia dal punto di vista del "if"[4], sia passato che futuro per portare avanti una revisione della storia della Galizia o a una sua possibile proiezione.
- E) Romanzo urbano: imparentato con il cosiddetto "realismo sporco", racconta vicende quotidiane in cui vi è insita la denuncia sociale e il desiderio di rappresentare la società galiziana mutante dell'Autonomia.

Narratori rilevanti di questo periodo sono, tra gli altri, Manuel Rivas, Suso de Toro, Carlos G. Reigosa, Xosé Carlos Caneiro, Xurxo Borrazás, Marilar Aleixandre, Xavier Docampo, Agustín Fernández Paz, Paco Martín, Tucho Calvo, Darío Xohán Cabana, Fina Casalderrey.

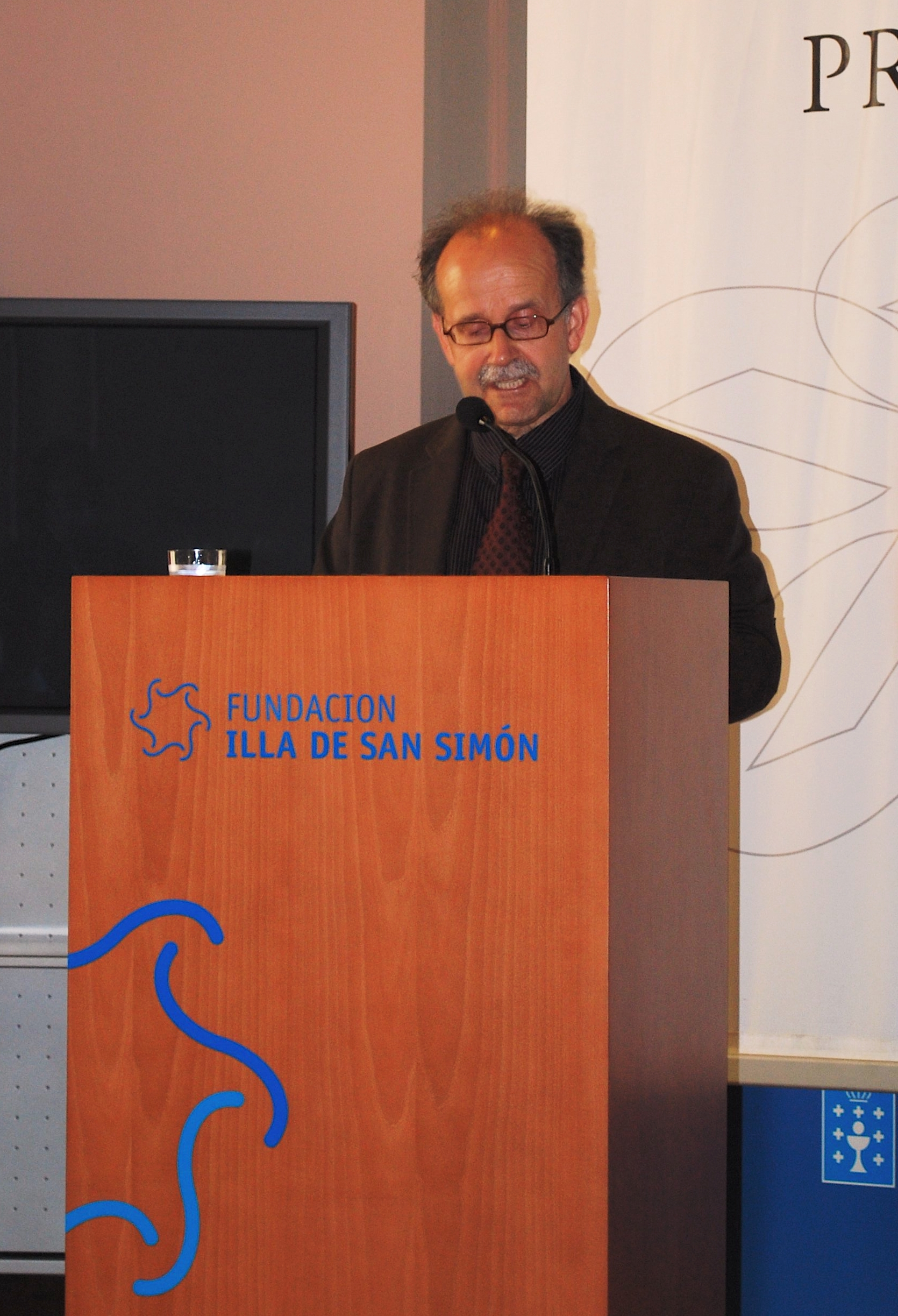
Agustín Fernández Paz

Possiamo stabilire una classificazione degli scrittori in prosa per promozioni:
- Autori che già cominciarono la loro carriera letteraria in opere incluse nella Nova Narrativa Galega, che già avevano un'estesa opera di qualità. Sono Xosé Luís Méndez Ferrín e Carlos Casares.
- Prima promozione: scrittori nati tra gli anni trenta e quaranta (eccetto Anxo Rei Ballesteros), che cominciano a pubblicare nel decennio del settanta. Sono tra gli altri: Xosé Fernández Ferreiro, Paco Martín, Alfredo Conde, Xavier Alcalá, Anxo Rei Ballesteros, ...
- Seconda promozione: scrittori nati negli anni quaranta e cinquanta (eccetto Antón Risco) che iniziano a pubblicare la più notevole della loro produzione negli anni ottanta. Tra loro figurano: Xosé Manuel Martínez Oca, Xesús Rábade Paredes, Úrsula Heinze, Marina Mayoral, Tucho Calvo, Víctor Freixanes, Darío Xohán Cabana, Suso de Toro, Antón Risco, Xosé Cid Cabido, Xosé Ramón Pena, Manuel Rivas, Marilar Aleixandre, Miguel Anxo Murado (quest'ultimo, nato negli anni sessanta, inizia a pubblicare negli ottanta), ...
- Terza promozione: scrittori nati negli anni cinquanta e sessanta, che cominciano a scrivere o ad avere il grosso della produzione negli anni novanta. Alcuni di questi sono: Xosé Miranda, Xelís de Toro, Gonzalo Navaza, Ramón Caride, Xosé Carlos Caneiro, Xurxo Borrazás, Antón Riveiro Coello, ...

### Il teatro alla fine del XX secolo

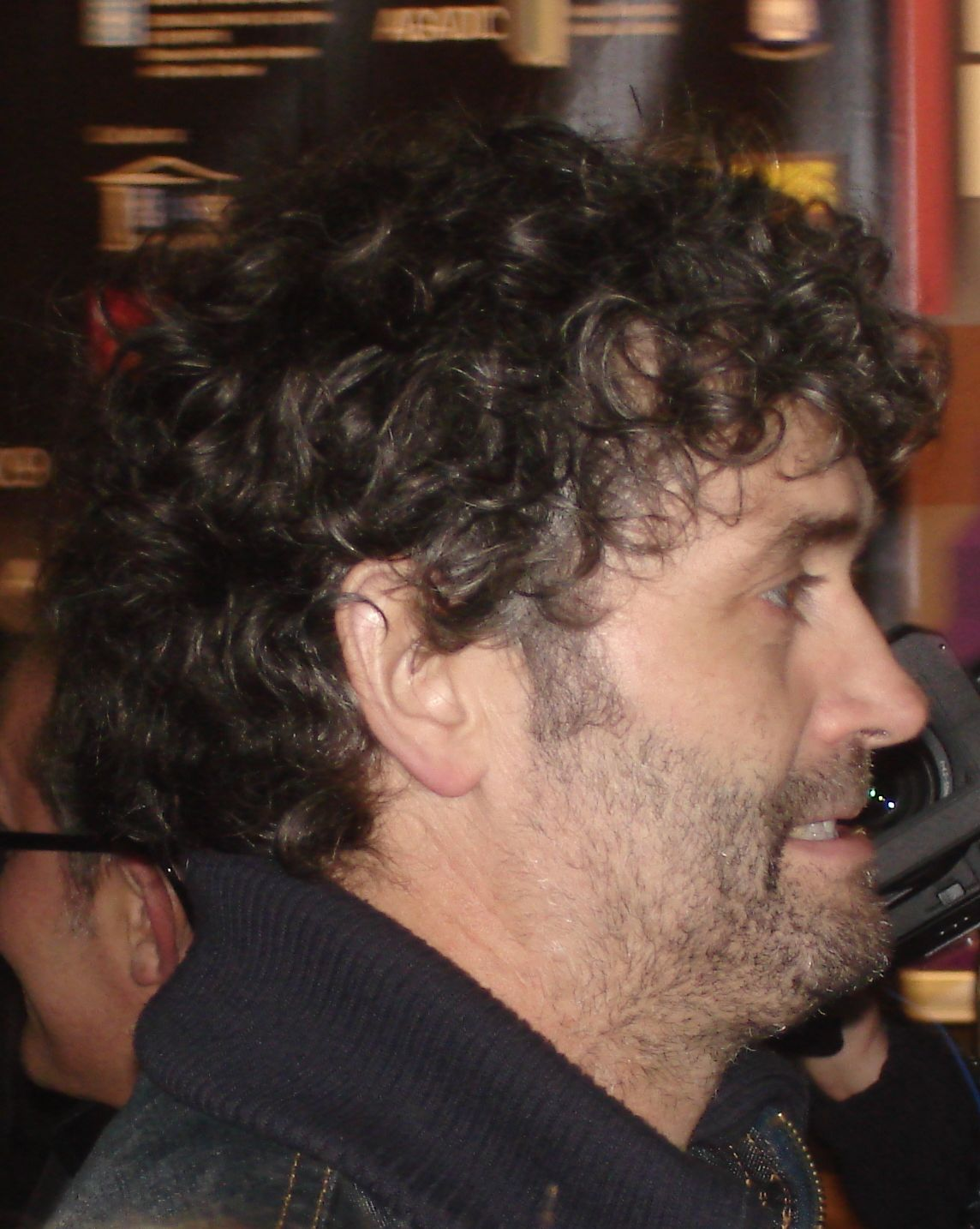
Cándido Pazó, autore, direttore, attore e narratore

In questa epoca, nel genere teatrale, accadrà un fatto piuttosto curioso. Se nella poesia e nella narrativa i mutamenti estetici verranno forniti dagli autori delle nuove generazioni, nel teatro saranno i drammaturghi del gruppo Abrente i veri artefici del cambiamento. Completate le Mostras de Teatro Abrente de Ribadavia nel 1980, e con l'approvazione dello statuto di autonomia in questo stesso anno, si apre una nuova possibilità per la creazione teatrale e appare a La Coruña la Sala teatrale Luís Seoane, la prima sala del teatro stabile della Galizia, chiusa nel 1988. Nel 1984, finanziato dalla Xunta de Galicia, e con un budget iniziale di 25 milioni di pesetas, viene fondato il Centro Dramático Galego (CDG). Inizia, pertanto, la fase del teatro istituzionale. Nel 1989, appare l'Instituto Galego das Artes Escénicas e Musicais (IGAEM).
Eppure, nonostante l'esistenza di questo teatro istituzionale, i gruppi amatoriali seguiranno a dominare nel panorama drammatico galiziano. Infatti, la professoressa Laura Tato, nel suo lavoro O teatro actual (1998), afferma che, nella prima metà del decennio 1990-2000, la Galizia annoverava soltanto quattro compagnie professionali al margine del CDG. A causa di questa circostanza, si arriva a situazioni veramente kafkiane. Così, tanto per fare un esempio, uno dei più esperti drammaturghi e attori, Manuel Lourenzo, aumentò, fino alla sua apparizione in una nota serie televisiva (Mareas vivas), la lista di dilettanti.
Dobbiamo segnalare inoltre che i premi teatrali aiutano a normalizzare la creazione teatrale, tra i quali possiamo menzionare: Álvaro Cunqueiro della Xunta de Galicia, Rafael Dieste della Deputación da Coruña e i Premios Compostela de Teatro de giornale El Correo Gallego. Alcuni dei premiati furono, tra gli altri, Vicente Montouto, Eduardo Alonso o Xan Cejudo (migliore direttore nel 1990).

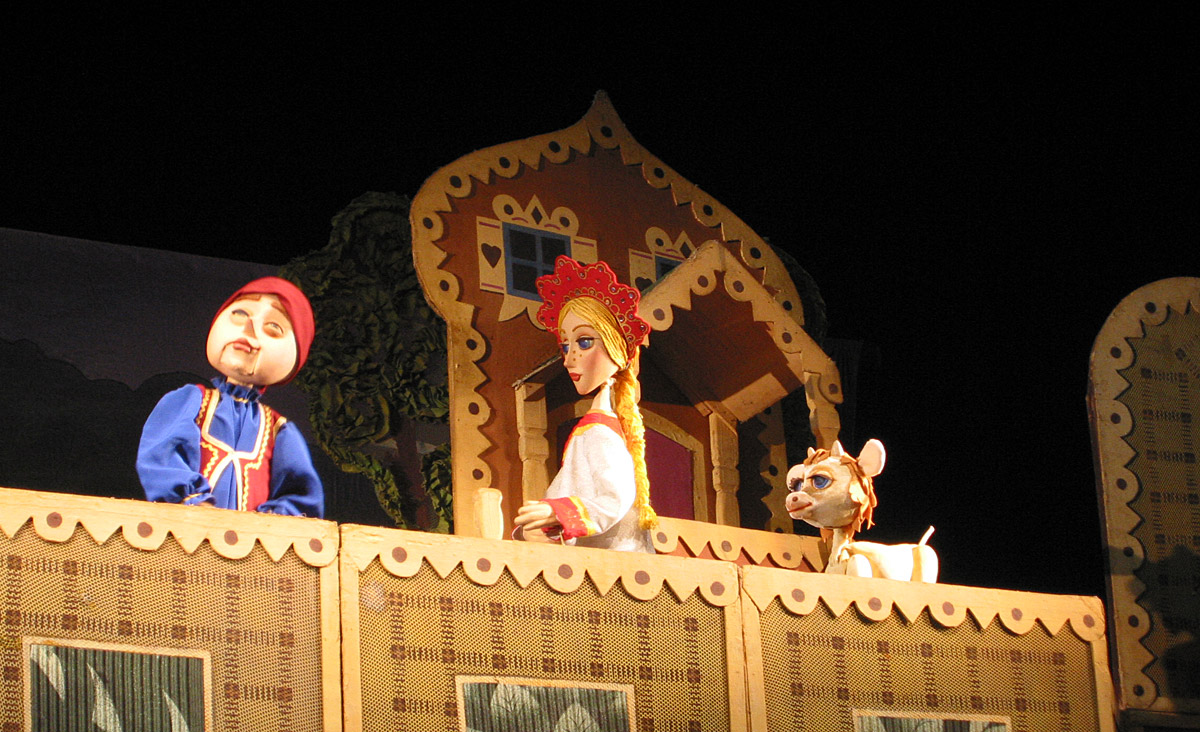
Teatro dei burattini

È notevole anche la situazione del teatro infantile e giovanile, che attualmente gode di buona salute, specialmente il teatro dei burattini. Alcune notevoli compagnie di marionette sono Tanxarina títeres e marionetas, Títeres Cachirulo, Títeres Falcatrúa, ... E tra le compagnie di teatro galiziane possiamo menzionare Ollomoltranvía, Teatro do Atlántico, Uvegá Teatro, Teatro do Noroeste, Teatro do Aquí, Matarile, Chévere, Teatro do Morcego, Sarabela Teatro, ...
Per quanto riguarda i nuovi creatori, è generalmente ammesso l'esistenza di una promozione degli anni ottanta più una promozione degli anni novanta. Tuttavia, non tutti gli studiosi teatrali concordano nel fissare gli stessi limiti per l'inizio e la fine delle stesse. Vi sono, tra gli altri, nuovi autori di questo fine secolo: Henrique Rabunhal, Miguel Anxo Fernán-Vello, Xesús Pisón, Raúl Dans, Cándido Pazó, Miguel Anxo Murado, Quico Cadaval, Lino Braxe, Marcos Orsi, Ana Vallés, Inma Antonio Souto, Xosé Luís Sendón, ...

### Il saggio alla fine del XX secolo
Il saggio non ebbe molto sviluppo, sebbene appaiano segni di recupero con la comparsa di autori specializzati in storia come Ramón Máiz, Xusto González Beramendi, Pegerto Saavedra, Xosé Ramón Barreiro o Ramón Villares. Dobbiamo menzionare che l'offerta è andata aumentando negli ultimi anni, con la nascita di case editrici specializzate (Andavira Editora - testi tecnici e universitari -, Edicións Lea - mezzi di comunicazione, sport e mare -, Edicións Lóstrego - biografia e saggio scientifico -, Ouvirmos - musica e patrimonio -...), oltre alle collezioni saggistiche delle case editrici che pubblicano in galiziano (tra cui le più importanti Galaxia, Xerais, Sotelo Blanco, Edicións do Castro, Edicións A Nosa Terra, Edicións do Cumio, Laiovento, Baía, ...)

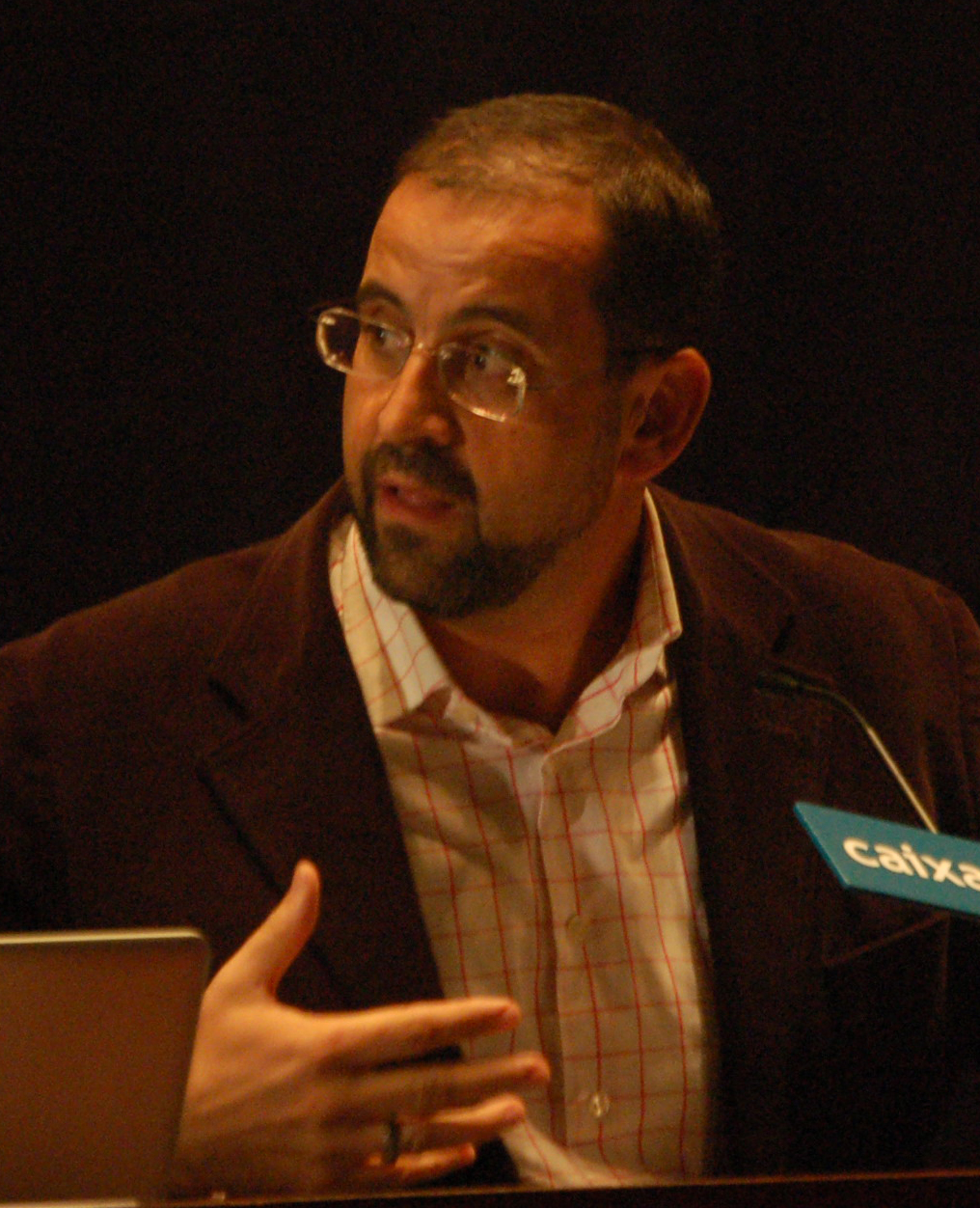
Henrique Monteagudo

I campi in cui il saggio concentra una grande attività sono quelli della lingua e letteratura galiziane con opere come Problemas da língua galega (1981) e Da fala e da escrita (1983) di Ricardo Carvalho Calero; Informe(s) sobre a lingua galega. Presente e pasado (1991) di Xesús Alonso Montero; De Pondal a Novoneyra (1984) di Xosé Luís Méndez Ferrín, Língua e sociedade na Galiza (1993) di Manuel Portas, Literatura galega (1994) di Anxo Tarrío, Historia social da lingua galega (1999) di Henrique Monteagudo, o Dicionario da literatura galega (1995-1999) coordinato da Dolores Vilavedra, ecc.
Bisogna inoltre citare due autori che orientarono la loro produzione verso il saggio teologico e antropologico: Andrés Torres Queiruga, il quale scrisse opere come Nova aproximación a unha filosofía da saudade (1981); e Xosé Chao Rego, autore di lavori sopra l'identità galiziana come Eu renazo galego (1983) e Para comprendermos Galicia (1987).